# 寺尾次郎
寺尾 次郎（てらお じろう、1955年6月11日 - 2018年6月6日）は、日本の映画字幕を中心とした翻訳家、元ミュージシャンである。シュガー・ベイブメンバー、映画美学校講師を歴任。映画翻訳家協会会員。

## 人物・来歴
東京都大田区生まれ。祖父は元郵政大臣の寺尾豊、兄の寺尾宏明は数学者。慶應義塾大学卒業。
1974年（昭和49年）に学生時代の佐野元春のバンド「バックレーン元春セクション」にベーシストとして加入。翌1975年（昭和50年）にはハイ・ファイ・セットのバックバンドに在籍、同バンドに後から参加した伊藤銀次や上原裕と共に活動する。同時期、リズムセクションの強化を考えていた山下達郎からシュガー・ベイブへの誘いを受け、同年3月より伊藤・上原と共にメンバーとなる。同年4月25日、アルバム『SONGS』がリリースされる。同年6月25日にリリースされたガロのアルバム『吟遊詩人』では、細野晴臣と連名でベーシストとしてクレジットされている。
以後、1976年（昭和51年）のシュガー・ベイブ解散まで活動し、その後、同年まで、山下と伊藤が参加した大瀧詠一が主宰するナイアガラ・レーベルをめぐるセッションのほか、同年3月25日にリリースされた『NIAGARA TRIANGLE Vol.1』のレコーディングに参加する。同じく、ソロとなった山下のライヴや『資生堂 MG5』等のCM音楽制作、大貫妙子のライヴや同年9月のアルバム『Grey Skies』、小室等のレコーディングなどにも参加した。同年12月23日、山下のソロライヴを最後に大学に戻り、ベーシストとしての活動の形跡はない。
高校時代からの友人・小崎哲哉（のち編集者）の紹介で、パリ暮らしをしていた妻と1979年に結婚。1981年（昭和56年）、のちにシンガーソングライター･エッセイストとなる娘の寺尾紗穂が誕生する。1984年に長男を儲け、その後家族とは別居、1993年に二女を儲けるも、家族とはたまに会う程度で、娘の紗穂は「遠くて遠い父」と形容している。
バンド在籍時から、東京にある国立のフィルム・アーカイヴであるフィルムセンターに通うほどの映画好きが高じて、時期は不明だが山田宏一に師事し、1980年代後半（昭和60年代）からフランス映画を中心に字幕翻訳に着手する。初期の作品は、デイヴィッド・クローネンバーグ監督の『デッドゾーン』（1983年製作、1987年日本公開）、ジャック・ドワイヨン監督の『ラ・ピラート』（1984年製作、1989年日本公開）等で、1989年（平成元年）には渋谷にオープンした映画館ル・シネマの開館作品『遠い日の家族』（監督クロード・ルルーシュ、1985年製作）を手がけている。
1993年、シンガーソングライターの竹内まりやからのオファーを受けてシングル「幸せの探し方」のフランス語の歌詞を手掛ける。また、フランス語の発音指導もし、久々に音楽に関わる。
1997年（平成9年）には、上映時間9時間30分におよぶクロード・ランズマン監督のホロコーストをめぐる映画『SHOAH ショア』（1985年）の膨大な字幕翻訳を手がけている。手がけた字幕翻訳は、劇場公開作だけでも200作を超え、そのほかにも多くの映画祭で上映作品の字幕翻訳を手がけている。一時期アルコール依存症だった。
2018年（平成30年）6月6日、胃癌のため都内のホスピスで死去。生年月日に関してはミュージシャン時代から一貫して非公表だったが、62歳で亡くなったことが報道され、誕生日直前での死去だったことも明かされている。

## おもなフィルモグラフィ
寺尾が仕事をした日本公開年順に配列。タイトルは50音順ソート。
| タイトル                                      | 監督                         | 製作年          | 日本公開年 | 備考                |
| --------------------------------------------- | ---------------------------- | --------------- | ---------- | ------------------- |
| デッドゾーン                                  | デヴィッド・クローネンバーグ | 1983年          | 1987年     |                     |
| ラ・ピラート                                  | ジャック・ドワイヨン         | 1984年          | 1989年     |                     |
| 遠い日の家族 Partir, revenir                  | クロード・ルルーシュ         | 1985年          | 1989年     | ル・シネマ開場第1作 |
| アタラント号 L'Atalante                       | ジャン・ヴィゴ               | 1934年          | 1991年     |                     |
| 美しき諍い女                                  | ジャック・リヴェット         | 1991年          | 1992年     |                     |
| 欲望の翼                                      | ウォン・カーウァイ           | 1990年          | 1992年     |                     |
| ゴダールの映画史                              | ジャン＝リュック・ゴダール   | 1988年 - 1989年 | 1992年     |                     |
| ローラ Lola                                   | ジャック・ドゥミ             | 1960年          | 1992年     |                     |
| 新ドイツ零年                                  | ジャン＝リュック・ゴダール   | 1991年          | 1993年     |                     |
| ゴダールの決別                                | ジャン＝リュック・ゴダール   | 1993年          | 1994年     |                     |
| 映画というささやかな商売の栄華と衰退          | ジャン＝リュック・ゴダール   | 1986年          | 1994年     |                     |
| 勝手に逃げろ/人生                             | ジャン＝リュック・ゴダール   | 1981年          | 1995年     |                     |
| モンソーのパン屋の娘 La Boulangère de Monceau | エリック・ロメール           | 1963年          | 1996年     |                     |
| 万事快調                                      | ジャン＝リュック・ゴダール   | 1966年          | 1996年     |                     |
| ポネット                                      | ジャック・ドワイヨン         | 1996年          | 1997年     |                     |
| SHOAH ショア                                  | クロード・ランズマン         | 1985年          | 1997年     |                     |
| 美しきセルジュ Le Beau Serge                  | クロード・シャブロル         | 1957年          | 1999年     |                     |
| ラ・ジュテ                                    | クリス・マルケル             | 1962年          | 1999年     |                     |
| はなればなれに                                | ジャン＝リュック・ゴダール   | 1964年          | 2001年     | 字幕監修山田宏一    |
| ある子供                                      | ダルデンヌ兄弟               | 2005年          | 2005年     |                     |
| TAXi4                                         | ジェラール・クラヴジック     | 2007年          | 2007年     |                     |
| そして、私たちは愛に帰る                      | ファティ・アキン             | 2007年          | 2008年     |                     |
| ロルナの祈り                                  | ダルデンヌ兄弟               | 2008年          | 2009年     |                     |
| 我が至上の愛〜アストレとセラドン〜            | エリック・ロメール           | 2007年          | 2009年     |                     |
| ミレニアム ドラゴン・タトゥーの女             | ニールス・アルデン・オプレウ | 2009年          | 2010年     |                     |
| 勝手にしやがれ                                | ジャン=リュック・ゴダール    | 1960年          | 2016年     |                     |
| 気狂いピエロ                                  | ジャン=リュック・ゴダール    | 1965年          | 2016年     |                     |
| グッバイ・ゴダール!                           | ミシェル・アザナヴィシウス   | 2017年          | 2018年     | 遺作                |

## 翻訳
国立国会図書館蔵書。
- ジャン＝リュック・ゴダール『ゴダールの決別』角川書店、1994年
- ジャック・ドワイヨン『ポネット』青林霞共訳、角川文庫、1998年
- ヤン・シュヴァンクマイエル『オテサーネク』小野田若菜共訳、工作舎、2001年
- 『傷だらけの映画史 ウーファからハリウッドまで』クラウンレコード・三菱商事・筑摩書房、1988年 - フィルモグラフィ執筆
- 蓮實重彦編『リュミエール元年 ガブリエル・ヴェールと映画の歴史』筑摩書房、1995年 - 「ジャン・ルノワール、アンリ・ラングロワとの対話」採録・翻訳
- 『ゴーモン映画の100年フランス映画の100年 映画生誕百周年記念』東京国立近代美術館フィルムセンター、1995年 - 岡島尚志・佐崎順昭と共同編集・執筆[16]ISBN 4875023561

## おもなレコーディング参加作品

### オリジナルアルバム
- 大滝詠一『NIAGARA MOON』（1975年5月30日 NIAGARA ⁄ ELEC LP:NAL-0002）
- GARO『吟遊詩人』（1975年6月25日 Mushroom LP:CD-7134-Z）
- 黒木真由美『12のらくがき』（1975年7月 KING LP:SKA-132）
- 及川恒平『懐かしいくらし』（1975年8月25日 NEW MORNING LP:FW-5003）
- ナイアガラ・トライアングル（大滝詠一、山下達郎、伊藤銀次）『NIAGARA TRIANGLE Vol.1』（1976年3月25日 NIAGARA ⁄ COLUMBIA LP:LQ-7001-E）
- 大貫妙子『Grey Skies』（1976年9月25日 PANAM ⁄ CROWN LP:GW-4023）

### コンピレーションアルバム
- 大滝詠一『NIAGARA CM SPECIAL Vol.1』（1977年3月25日  NIAGARA ⁄ COLUMBIA LP:LZ-7005） 
  - レコーディング・メンバーとして参加した「Cider'77」、「土曜の夜の恋人に」を収録。
- 山下達郎『TATSURO YAMASHITA FROM NIAGARA』（1980年
  - 『NIAGARA TRIANGLE Vol.1』から、寺尾が参加した山下作品の4曲を収録。
- シュガー・ベイブ『SONGS』（1994年4月10日 NIAGARA ⁄ east west japan CD:AMCM4188）
  - メンバーとして参加した解散コンサートからの「すてきなメロディー」、「愛は幻」、「今日はなんだか」をボーナス・トラックとして収録[17]。
- 山下達郎『山下達郎CM全集 Vol.1 (Second Edition)』（1996年6月発売 WILD HONEY RECORDS CD:WCD-8002）
  - レコーディング・メンバーとして参加した「ナショナルまきまきカール '75」を収録。
- 山下達郎『山下達郎CM全集 Vol.2』（2001年2月発売 WILD HONEY RECORDS CD:WCD-8003）
  - レコーディング・メンバーとして参加した「ラグノオ シュガーレス・ケーキ '75」、「資生堂 店頭BGM '75 “南の島”」、「資生堂 MG5 '76」、「不二家 ハートチョコレート '76 （バレンタイン編）」、「資生堂 店頭BGM '76 “HOT HOT”」を収録。

## 註
1. 1 2  佐藤雅昭 (2018年6月9日). “カンヌの恩人が逝ってしまった”. Sponichi Annex 2018年9月13日閲覧。
2. 1 2  小張アキコ (2018年6月13日). “字幕翻訳家・寺尾次郎さんしのぶ…　ミニシアター映画を字幕で支えた、１秒４文字のアーティスト”. zakzak 2018年9月13日閲覧。
3. 1 2  “字幕翻訳家の寺尾氏死去…シュガー・ベイブ参加”. YOMIURI ONLINE. (2018年6月6日) 2018年6月8日閲覧。
4. ↑  寺尾紗穂インタヴュー、インタヴュアー長門芳郎（元シュガー・ベイブマネジャー）、レコミンツ、2010年3月11日閲覧。
5. 1 2 3  映像翻訳講座、映画美学校、2010年3月11日閲覧。
6. 1 2  『ELEC RECORD NEWS』、エレックレコード、1975年4月15日発行。
7. ↑  須﨑滞在記すさき芸術のまちづくり実行委員会
8. ↑  『SONGS』イーストウエスト盤、解説。
9. ↑  寺尾紗穂『彗星の孤独』（スタンド・ブックス、2018）p196
10. ↑  亡父と過ごした親密な時間　寺尾紗穂さんエッセー集「彗星の孤独」好書好日、朝日新聞社、2018.11.25
11. ↑  寺尾紗穂『彗星の孤独』（スタンド・ブックス、2018）p10
12. 1 2 3  寺尾次郎、キネマ旬報映画データベース、2010年3月11日閲覧。
13. ↑  SHOAH ショアー、キネマ旬報映画データベース、2010年3月20日閲覧。
14. ↑  寺尾紗穂『彗星の孤独』（スタンド・ブックス、2018）p295
15. ↑  OPAC NDL 検索結果、国立国会図書館、2010年3月11日閲覧。
16. ↑  フィルムセンターが販売する出版物一覧、東京国立近代美術館フィルムセンター、2010年3月20日閲覧。
17. ↑  アルバム・レコーディングには参加していないが、30周年記念盤（2005年12月7日発売 NIAGARA ⁄ Sony Music Records CD:SRCL-5003）では他のメンバーと共に寺尾のコメントも収載。